# Ligue européenne masculine de volley-ball 2015
Navigation
2014 2016
La 12e Ligue européenne de volley-ball se déroule du 3 juillet au 9 août.

## Équipes participantes
- Autriche
- Biélorussie
- Croatie
- Danemark
- Estonie
- Grèce
- Macédoine du Nord
- Israël
- Pologne
- Roumanie
- Slovénie
- Turquie

Le vainqueur de l'édition 2015 de la Ligue européenne sera automatiquement qualifié pour la Ligue mondiale 2016.

## Tour préliminaire

### Composition des groupes
| Groupe A                                                   | Groupe B                                            |
| ---------------------------------------------------------- | --------------------------------------------------- |
| Pologne Macédoine du Nord Estonie Autriche Danemark Israël | Slovénie Turquie Grèce Biélorussie Croatie Roumanie |

### Groupe A
| # | Équipe            | Pts | J  | G | Gt | Pt | P | Sp | Sc | Ratio | Pp  | Pc  | Ratio |
| 1 | Estonie           | 29  | 10 | 9 | 1  | 0  | 0 | 30 | 7  | 4.286 | 914 | 784 | 1.166 |
| 2 | Macédoine du Nord | 21  | 10 | 6 | 1  | 2  | 1 | 24 | 13 | 1.846 | 858 | 802 | 1.07  |
| 3 | Pologne           | 16  | 10 | 3 | 3  | 3  | 1 | 22 | 18 | 1.222 | 901 | 861 | 1.046 |
| 4 | Danemark          | 9   | 10 | 1 | 3  | 6  | 0 | 14 | 24 | 0.583 | 802 | 891 | 0.9   |
| 5 | Autriche          | 11  | 10 | 2 | 0  | 3  | 5 | 17 | 25 | 0.68  | 900 | 937 | 0.961 |
| 6 | Israël            | 4   | 10 | 1 | 0  | 8  | 1 | 7  | 27 | 0.259 | 717 | 817 | 0.878 |

### Groupe B
| # | Équipe      | Pts | J  | G | Gt | Pt | P | Sp | Sc | Ratio | Pp  | Pc  | Ratio |
| 1 | Slovénie    | 29  | 10 | 9 | 1  | 0  | 0 | 30 | 5  | 6     | 855 | 711 | 1.203 |
| 2 | Grèce       | 20  | 10 | 6 | 1  | 3  | 0 | 23 | 15 | 1.533 | 890 | 816 | 1.091 |
| 3 | Turquie     | 13  | 10 | 3 | 2  | 5  | 0 | 19 | 20 | 0.95  | 878 | 889 | 0.988 |
| 4 | Biélorussie | 11  | 10 | 3 | 0  | 5  | 2 | 15 | 23 | 0.652 | 814 | 866 | 0.94  |
| 5 | Croatie     | 10  | 10 | 2 | 1  | 5  | 2 | 15 | 24 | 0.625 | 836 | 880 | 0.95  |
| 6 | Roumanie    | 7   | 10 | 2 | 0  | 7  | 1 | 10 | 25 | 0.4   | 742 | 853 | 0.87  |

## Phase finale
Les meilleures équipes de chaque groupe ainsi que le meilleur second sont qualifiés pour le final four. Le quatrième participant est l'organisateur du tournoi.
Les équipes qualifiées
- Pologne (Hôte)
- Estonie
- Slovénie
- Macédoine du Nord

La phase finale se disputera du 13 août au 14 août à Wałbrzych, en Pologne.
|  | Demi-finales      | Demi-finales      |                        |   | Finale          | Finale          |
|  | Demi-finales      | Demi-finales      |                        |   | Finale          | Finale          |
|  |                   |                   |                        |   |                 |                 |
|  | 13 août, 17h00,   | 13 août, 17h00,   |                        |   | 14 août, 20h00, | 14 août, 20h00, |
|  | 13 août, 17h00,   | 13 août, 17h00,   |                        |   | 14 août, 20h00, | 14 août, 20h00, |
|  | Pologne           | 0                 |                        |   | 14 août, 20h00, | 14 août, 20h00, |
|  | Pologne           | 0                 |                        |   | 14 août, 20h00, | 14 août, 20h00, |
|  | Slovénie          | 3                 |                        |   | 14 août, 20h00, | 14 août, 20h00, |
|  | Slovénie          | 3                 | Slovénie               | 3 |                 |                 |
|  | 13 août, 20h00    |                   | Slovénie               | 3 |                 |                 |
|  |                   | Macédoine du Nord | 0                      |   |                 |                 |
|  | Estonie           | Macédoine du Nord | 0                      | 0 |                 |                 |
|  | Estonie           |                   |                        | 0 |                 |                 |
|  | Macédoine du Nord | 3                 |                        |   |                 |                 |
|  | Macédoine du Nord | 3                 | Match pour la 3e place |   |                 |                 |
|  |                   |                   |                        |   |                 |                 |
|  | 14 août, 17h00,   |                   |                        |   |                 |                 |
|  |                   |                   |                        |   |                 |                 |
|  | Pologne           | 3                 |                        |   |                 |                 |
|  | Pologne           | 3                 |                        |   |                 |                 |
|  | Estonie           | 0                 |                        |   |                 |                 |
|  | Estonie           | 0                 |                        |   |                 |                 |

## Classement final
| Place              | Équipe            |
| ------------------ | ----------------- |
| Médaille d'or      | Slovénie          |
| Médaille d'argent  | Macédoine du Nord |
| Médaille de bronze | Pologne           |
| 4                  | Estonie           |
| 5                  | Grèce             |
| 6                  | Turquie           |
| 7                  | Danemark          |
| -                  | Biélorussie       |
| 9                  | Croatie           |
| -                  | Autriche          |
| 11                 | Roumanie          |
| -                  | Israël            |

|  | Qualifié pour la Ligue mondiale 2016 |

| Champion 2015 de la Ligue Européenne |
| ------------------------------------ |
| Slovénie 1er titre                   |

| Liste des 12 joueurs                                                                                        |
| Pajenk, Šket, Gasparini, Vinčić, Kozamernik, Klobucar, Kovačič, Pokersnik, Ropret, Urnaut, Cebulj, Pavlovič |
| Entraîneur                                                                                                  |
| Giani |

## Distinctions individuelles
| - MVP Dejan Vinčič - Meilleur passeur Dejan Vinčič - Meilleur attaquant Nikola Gjorgiev Klemen Čebulj | - Meilleur central Jan Nowakowski Ardo Kreek - Meilleur attaquant Jovica Simovski - Meilleur libero Damian Wojtaszek - Récompense du Fair-Play Macédoine du Nord |